# Андреа Вів'яно
Андреа Вів'яно (італ. Andrea Viviano, нар. 22 червня 1904, Алессандрія — пом. грудень 1962, Алессандрія) — італійський футболіст, що грав на позиції захисника.

## Ігрова кар'єра
У дорослому футболі дебютував 1921 року виступами за команду «Алессандрія», кольори якої і захищав протягом усієї своєї кар'єри гравця, що тривала вісім років. 17 травня 1928 року в матчі проти «Дженоа» отримав травму меніску, через що змушений був завершити кар'єру у ранньому віці. Після цього у складі збірної був учасником футбольного турніру на Олімпійських іграх 1928 року в Амстердамі, проте через травму на поле так і не вийшов і не отримав бронзову медаль.
Помер у грудні 1962 року на 59-му році життя у місті Алессандрія.

## Титули і досягнення
- Володар Кубка КОНІ (1):

«Алессандрія»: 1927
- Бронзовий олімпійський призер: 1928

## Статистика виступів

### Статистика клубних виступів
| Сезон             | Команда           | Чемпіонат         | Чемпіонат | Чемпіонат | Національний кубок | Національний кубок | Національний кубок | Континентальні кубки | Континентальні кубки | Континентальні кубки | Інші змагання   | Інші змагання | Інші змагання | Усього | Усього |
| Сезон             | Команда           | Ліга              | Ігор      | Голів     | Ліга               | Ігор               | Голів              | Ліга                 | Ігор                 | Голів                | Ліга            | Ігор          | Голів         | Ігор   | Голів  |
| ----------------- | ----------------- | ----------------- | --------- | --------- | ------------------ | ------------------ | ------------------ | -------------------- | -------------------- | -------------------- | --------------- | ------------- | ------------- | ------ | ------ |
| 1921–22           | «Алессандрія»     | ЧІ                | 1         | 0         | -                  | -                  | -                  | -                    | -                    | -                    | -               | -             | -             | 1      | 0      |
| 1922–23           | «Алессандрія»     | ЧІ                | 0         | 0         | -                  | -                  | -                  | -                    | -                    | -                    | Плей-оф         | 1             | 0             | 1      | 0      |
| 1923–24           | «Алессандрія»     | ЧІ                | 22        | 1         | -                  | -                  | -                  | -                    | -                    | -                    | -               | -             | -             | 22     | 1      |
| 1924–25           | «Алессандрія»     | ЧІ                | 21        | 0         | -                  | -                  | -                  | -                    | -                    | -                    | -               | -             | -             | 21     | 0      |
| 1925–26           | «Алессандрія»     | ЧІ                | 17        | 2         | Квал. ДН           | 4                  | 0                  | -                    | -                    | -                    | -               | -             | -             | 21     | 2      |
| 1926–27           | «Алессандрія»     | ЧІ                | 18        | 2         | КІ                 | 1                  | 1                  | -                    | -                    | -                    | КОНІ            | 12            | 3             | 31     | 6      |
| 1927–28           | «Алессандрія»     | ЧІ                | 18        | 1         | -                  | -                  | -                  | -                    | -                    | -                    | Фінальний раунд | 5             | 0             | 23     | 1      |
| Усього за кар'єру | Усього за кар'єру | Усього за кар'єру | 97        | 6         | -                  | -                  | -                  | -                    | -                    | -                    | -               | -             | -             | 120    | 10     |